# Seán Russell
Seán Russell (10 dicembre 1993) è un calciatore irlandese, centrocampista del Limerick.

## Carriera
Nella stagione 2010 ha giocato 2 partite in massima serie con la maglia dello University College Dublin. Nella stagione successiva le presenze sono 14.